# Untere Papiermühle (Treuchtlingen)

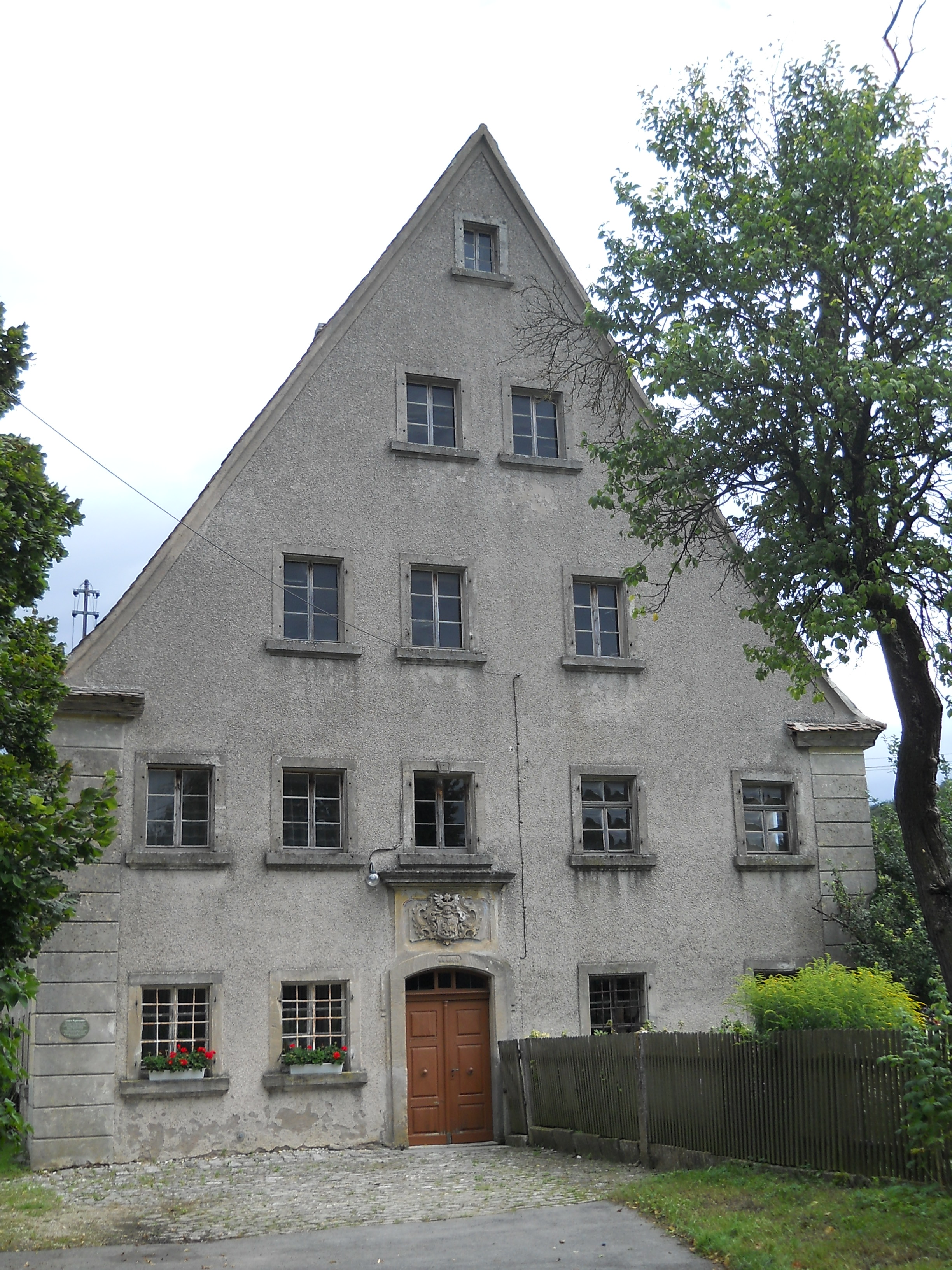
Front des Mühlengebäudes

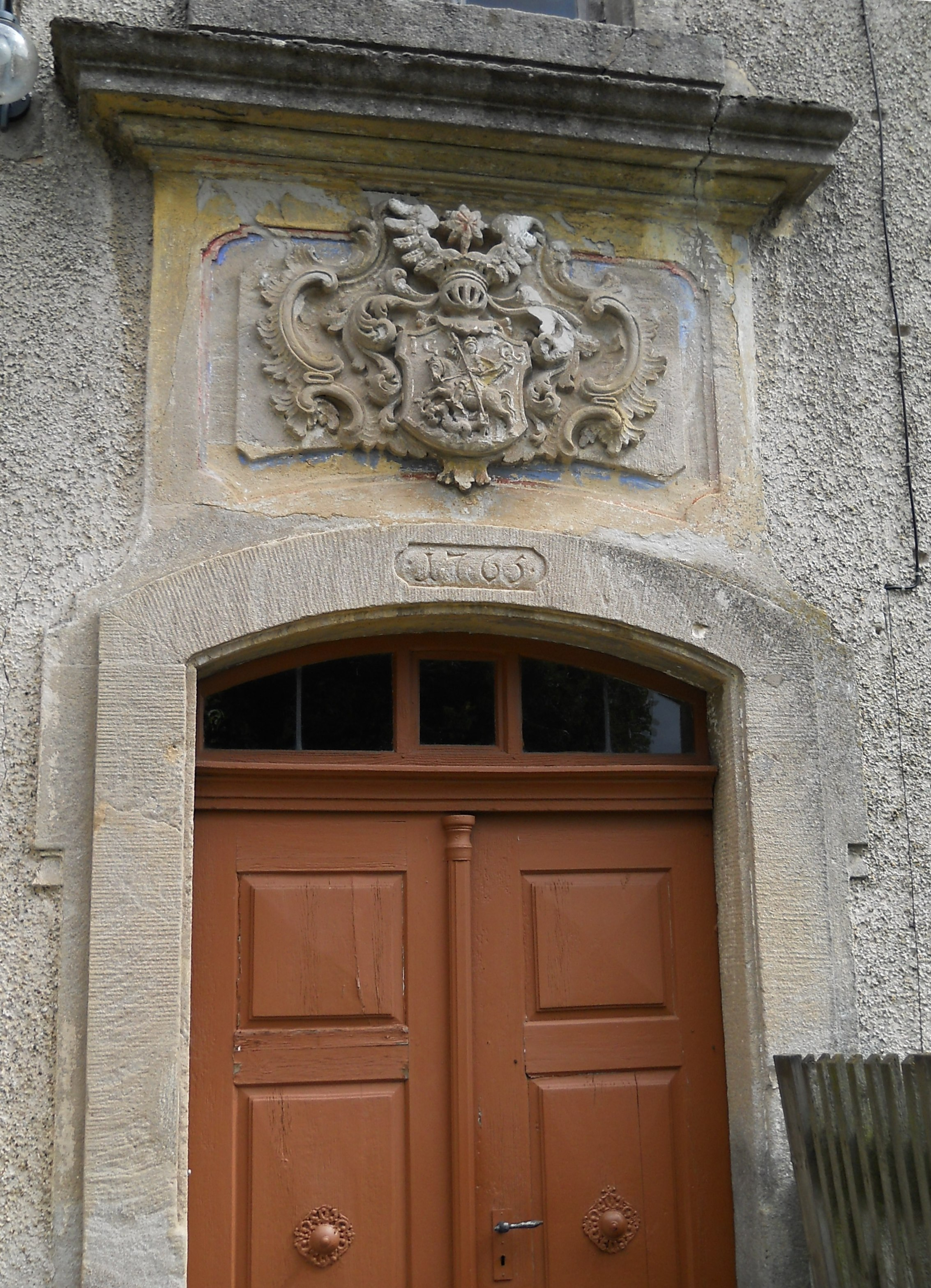
Portal des Mühlengebäudes von 1765

Untere Papiermühle ist ein Gemeindeteil der Stadt Treuchtlingen im Landkreis Weißenburg-Gunzenhausen (Mittelfranken, Bayern). Untere Papiermühle liegt in der Gemarkung Schambach.

## Lage
Die Einöde liegt unterhalb der Oberen Papiermühle am Übergang des Schambachtales zum Altmühltal östlich von Treuchtlingen und südwestlich von Schambach. Westlich der Mühle führt die Bundesstraße 2 vorbei. Das Anwesen ist über die Bachgasse von Schambach aus zu erreichen.

## Geschichte
Die beiden Papiermühlen Schambachs, deren genaues Alter nicht bekannt ist, galten im 18. Jahrhundert als „gut“. 1684 heißt der „unter Müller“ in Schambach Andreas Drießler. Der bis 1707 in Möhren ansässige Jude Schimmel lieferte der Mühle die benötigten Lumpen; eine Papiermühle brauchte jährlich im Schnitt 500 Zentner Lumpen zum Verarbeiten. Zwischen 1749 und 1786 besaß der aus Frankreich vertriebene Hugenotte Jacob Christoph Quinat die Papiermühle. Er erbaute 1764/65 das noch heute existierende Mühlen- und Manufakturgebäude als großen, zweigeschossigen Satteldachbau, an dem er ein St. Georgs-Wappen mit seinen Initialen anbringen ließ. Sein Papier, das er ab 1770 herstellte, stattete er mit dem Wasserzeichen „IC Q“, seinen Initialen, aus. Am Ende des Heiligen Römischen Reiches gehörte die Untere Papiermühle (mit Walkgang) zur Herrschaft Pappenheim, die auch die Hochgerichtsbarkeit über die Mühle besaß, und zur evangelischen Pfarrei Dietfurt.
Seit 1806 im Königreich Bayern, wurde die Mühle dem Steuerdistrikt Dietfurt im Untergericht Pappenheim des Rentamtes Greding, ab 1815 des Rentamtes (später Bezirksamt, dann Landkreis) Weißenburg zugeordnet; die pappenheimerische Patrimonialgerichtsbarkeit wurde 1848 aufgehoben. Mit dem Gemeindeedikt wurde der Steuerdistrikt 1818 zur Gemeinde Schambach umgestaltet, die im Zuge der Gebietsreform in Bayern zum 1. Juli 1971 nach Treuchtlingen eingemeindet wurde.
1811 wurde die Mühle nach dem Konkurs von Jakob Christoph Quinat versteigert. Sein Nachfolger hielt die Papierherstellung bis 1820 aufrecht, danach wurde sie zur Walkmühle, später zur Getreidemühle umgestaltet. 1853 ging das Anwesen an die Familie Fackelmeier, jetzt Schweinesbein, über. 1960 wurde das Getreidemahlen eingestellt und das Mühlenanwesen als landwirtschaftlicher Vollerwerbsbetrieb weitergeführt.
Das steildachige Mühlengebäude von 1765, das bis in die 2010er Jahre von zwei Lindenbäumen aus dem 18. Jahrhundert flankiert wurde, ist nebst einem eingeschossigen Wirtschaftsanbau und einer Scheune in Jura-Bauweise, wohl aus der zweiten Hälfte des 19. Jahrhunderts stammend, in die Bayerische Denkmalliste eingetragen.

### Einwohnerzahlen
- 1818: 16 Einwohner[19]
- 1824: 14 Einwohner, 1 Anwesen[19]
- 1846: 03 Einwohner, 1 Familie, 1 Haus[20]
- 1861: 09 Einwohner, 3 Gebäude[21]
- 1950: 16 Einwohner, 2 Gebäude[19]
- 1961: 03 Einwohner, 1 Wohngebäude[22]
- 1987: 02 Einwohner, 1 Wohngebäude[23]